# Silviu Bologa
Silviu Bologa (n. 15 martie 1874, Stejeriș, județul Cluj – d. 27 decembrie 1960, Turda, județul Cluj) a fost un deputat în Marea Adunare Națională de la Alba Iulia, organismul legislativ reprezentativ al „tuturor românilor din Transilvania, Banat și Țara Ungurească”, cel care a adoptat hotărârea privind Unirea Transilvaniei cu România, la 1 decembrie 1918 :p. 87 .

## Biografie
Tatăl său a fost preot ortodox, iar mama, fiica judecătorului Patiția din Câmpeni, frate cu Rubin Patiția, avocat în Alba-Iulia, condamnat în procesul Memorandului la 2 ani și 6 luni de închisoare. Silviu Bologa a urmat școala tehnică de maiștri la București. Meseria de bază a fost cea de maistru rotar cu atelier propriu în orașul Turda. A fost membru al Reuniunii Meseriașilor Români din Turda, ocupând și funcțiile de secretar și vicepreședinte al acestei structuri. A sprijinit material și profesional tinerii ucenici români, contribuind la consolidarea păturii meseriașilor români din Turda. În toamna anului 1918 a făcut parte din Garda Națională Română din Turda, îndrumând țăranii din satele vecine spre Alba Iulia. După anul 1918 își continuă activitatea de meseriaș și membru al "Reuniunii Meseriașilor Români" din Turda :p. 87.

## Activitatea politică

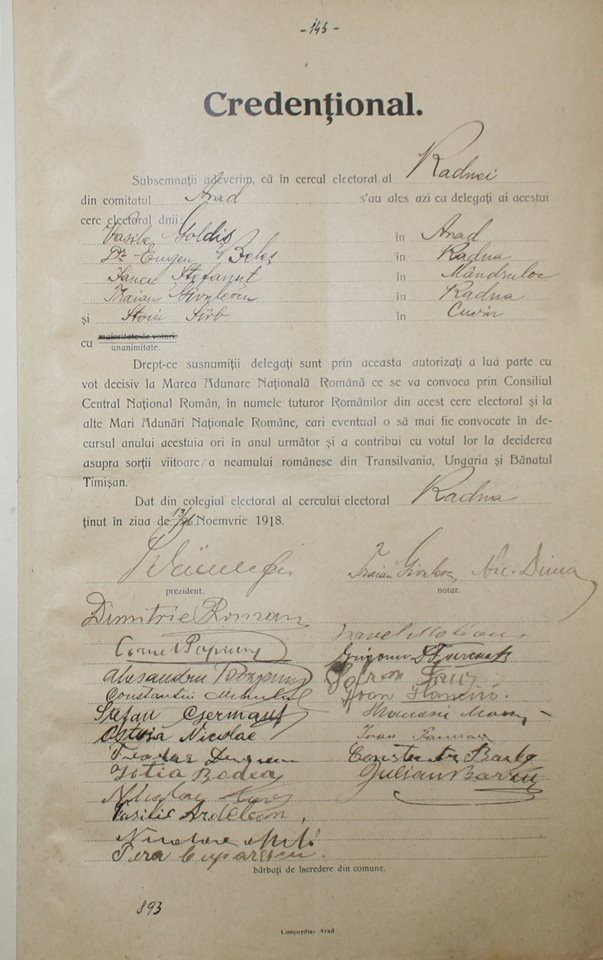
Credențional

Ca deputat în Adunarea Națională din 1 decembrie 1918 a fost delegat al „Reuniunii Meseriașilor Români” din Turda :p. 166.